# Gisela May

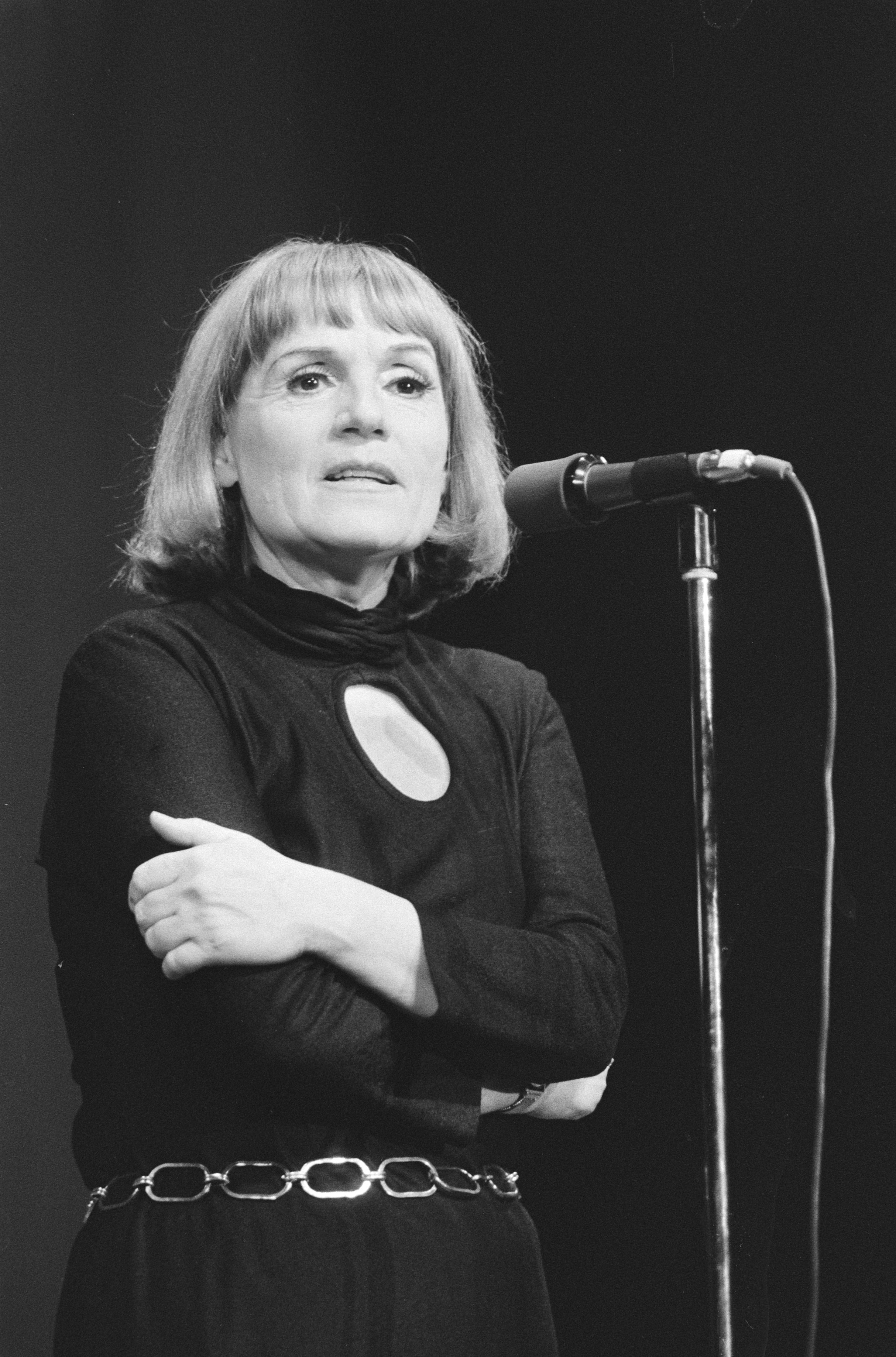
Gisela May in januari 1979

Gisela May (Wetzlar, 31 mei 1924 - Berlijn, 2 december 2016) was een Duitse actrice en zangeres, die vooral bekend werd door haar Brecht-vertolkingen.

## Loopbaan
May studeerde aan de toneelschool in Leipzig. Daarna werkte ze in theaters in Schwerin en Halle. Vanaf 1951 speelde ze verschillende rollen voor het Deutsches Theater Berlin.
In 1962 ging ze spelen bij de Bertolt Brecht's theatergroep in Berlijn en deed dat 30 jaar. Ze speelde in Die Tage der Commune, de Driestuiversopera en Mutter Courage und ihre Kinder. Vanaf 1992 speelde ze af en toe bij het Renaissance-Theater in Berlijn.
In 2002 kreeg zij de Orde van Verdienste van de Bondsrepubliek Duitsland.
In 2013 was ze nog te horen en te zien tijdens de Kurt Weill-week in het Komische Operatheater en in 2014 nog een jaar lang bij de Volksbühne. Ze was toen al 90 jaar oud.
May overleed eind 2016 op 92-jarige leeftijd.

## Filmografie (Auswahl)
- 1951: Das Beil von Wandsbek
- 1955: Hotelboy Ed Martin
- 1955: Sommerliebe
- 1956: Treffpunkt Aimée
- 1957: Die Schönste
- 1958: Tilman Riemenschneider
- 1959: Eine alte Liebe
- 1960: Schritt für Schritt
- 1960: Das Leben beginnt
- 1960: Die Entscheidung des Dr. Ahrendt
- 1961: Blaulicht, aflevering Antiquitäten (DFF)
- 1962: Tempel des Satans (DFF)
- 1963: Carl von Ossietzky (DFF)
- 1964: Jenny Marx (DFF)
- 1966: Die Tage der Commune (theateropname)
- 1976: Frau Jenny Treibel (DDR-televisie)
- 1977: Die Verführbaren (DDR-televisie)
- 1978: Fleur Lafontaine (DDR-televisie)
- 1983: Zwei Ärztinnen (DDR-televisie)
- 1984: Drei reizende Schwestern: Familienfest mit Folgen (televisieserie)
- 1991: Mit List und Krücke (televisieserie in 13 delen)
- 1991: Die Hallo-Sisters (televisie)
- 1993–2007: Adelheid und ihre Mörder (televisie-misdaadserie)

## Theater
- 1952: Gerhard W. Menzel: Marek im Westen (Mädchen) – Regie: ? (Deutsches Theater Berlin – Kammerspiele)
- 1953: Heinar Kipphardt: Shakespeare dringend gesucht (leichte Dame) – Regie: Herwart Grosse (Deutsches Theater Berlin – Kammerspiele)
- 1953: Alexander Kron: Das tote Tal (Margo) – Regie: Herwart Grosse (Deutsches Theater Berlin)
- 1953: Harald Hauser: Prozeß Wedding (Madeleine) – Regie: Wolfgang Langhoff (Deutsches Theater Berlin)
- 1954: Albert Maltz: Hotelboy Ed Martin (Ganovin) – Regie: Ernst Kahler (Deutsches Theater Berlin – Kammerspiele)
- 1955: Alfred Matusche: Die Dorfstraße (Bäuerin) – Regie: Hannes Fischer (Deutsches Theater Berlin – Kammerspiele)
- 1955: Arno Holz: Sozialaristokraten (Frau Gehrke) – Regie: Ernst Kahler (Deutsches Theater Berlin – Kammerspiele)
- 1955: Johann Nestroy: Theaterg’schichten (Rosaura) – Regie: Emil Stöhr (Deutsches Theater Berlin)
- 1957: William Shakespeare: König Lear (Regan) – Regie: Wolfgang Langhoff (Deutsches Theater Berlin)
- 1957: Johann Nestroy: Einen Jux will er sich machen (Witwe Fischer) – Regie: Otto Tausig (Deutsches Theater Berlin)
- 1957: Jean Giraudoux: Amphitryon 38 – Regie: Rudolf Wessely (Deutsches Theater Berlin)
- 1958: Joachim Knauth: Wer die Wahl hat (Wirtin) – Regie: Ernst Kahler (Deutsches Theater Berlin – Kammerspiele)
- 1959: Carlo Goldoni: Das Kaffeehaus – Regie: Emil Stöhr (Deutsches Theater Berlin – Kammerspiele)
- 1960: Erwin Strittmatter: Die Holländerbraut – Regie: Benno Besson (Deutsches Theater Berlin)
- 1961: Hedda Zinner: Ravensbrücker Ballade (Ellen) – Regie: Fritz Wisten (Volksbühne Berlin)
- 1961: Carl Sternheim: Die Hose (Gertrud Deuter) – Regie: Carl M. Weber (Deutsches Theater Berlin)
- 1962: Bertolt Brecht: Die Tage der Commune (Madame Cabet) – Regie: Manfred Wekwerth/Joachim Tenschert (Berliner Ensemble)
- 1962: Gerhart Hauptmann: Der Biberpelz (Mutter Wolffen) – Regie: Ernst Kahler (Deutsches Theater Berlin – Kammerspiele)
- 1963: Bertolt Brecht: Schweyk im Zweiten Weltkrieg (Frau Kopecka) – Regie: Erich Engel/Wolfgang Pintzka (Berliner Ensemble)
- 1966: Sean O’Casey: Purpurstaub (Souhaun) – Regie: Hans-Georg Simmgens (Berliner Ensemble)
- 1969: Bertolt Brecht: Das Manifest (Brechtabend Nr. 5) – Regie: Klaus Erforth/Alexander Stillmark (Berliner Ensemble)
- 1973: George Bernard Shaw: Frau Warrens Beruf (Frau Warren) – Wolfgang Pintzka (Berliner Ensemble)
- 1978: Bertolt Brecht: Mutter Courage und ihre Kinder (Mutter Courage) – Regie: Peter Kupke (Berliner Ensemble)

## Hoorspelen en reportages
- 1950: Carson Kanin: Das vergilbte Manifest (Billie) – Regie: Gottfried Herrmann (Berliner Rundfunk)
- 1953: Carl Sternheim: Die Kassette (Fanny Krull) – Regie: Werner Wieland (hoorspel – Berliner Rundfunk)
- 1956: Rolf Schneider: Das Gefängnis von Pont L’Eveque – Regie: Helmut Hellstorff (Rundfunk der DDR)
- 1956: Herbert Burgmüller/Manfred Schäffer: Sein Lied war deutsch (Antonia Vial) – Regie: Hans Busse (hoorspel – Rundfunk der DDR)
- 1957: Jean-Paul Sartre: Nekrassow (Veronique) – Regie: Erich-Alexander Winds (Rundfunk der DDR)
- 1958: Edith Mikeleitis: Johann Georg Forster in Mainz (Caroline) – Regie: Richard Hilgert (Rundfunk der DDR)
- 1958: Henrik Ibsen: Stützen der Gesellschaft (Lona Hessel) – Regie: Erich-Alexander Winds (hoorspel – Rundfunk der DDR)
- 1959: Rolf H. Czayka: Der Wolf von Benedetto – Regie: Wolfgang Brunecker (hoorspel – Rundfunk der DDR)
- 1971: Bertolt Brecht: Die Tage der Commune (Mme. Cabet) – Regie: Manfred Wekwerth/Joachim Tenschert (hoorspel – Litera)
- 1974: Lia Pirskawetz: Vox Humana (Gerda Feldmann) – Regie: Fritz Göhler (hoorspel – Rundfunk der DDR)
- 2014: Jean-Claude Kuper: Express Beirut (Die Schriftstellerin und Malerin Etel Adnan) – Regie: Jean-Claude Kuper (reportage – RBB/NDR/DKultur)

## Discografie (selectie)
- 1965: Erich Weinert: Den Gedanken Licht, den Herzen Feuer, den Fäusten Kraft. (Mit Gisela May u. a.)
- 1966: Gisela May zingt Brecht, Eisler, Dessau
- 1966: Gisela May: Brecht/Weill (uit Happy End, Aufstieg und Fall der Stadt Mahagonny, Die Dreigroschenoper)
- 1967: Kämpfendes Vietnam
- 1968: Gisela May singt Erich Kästner
- 1968: Günther Cwojdrak (selecti): Im Banne einer blassen Stunde. Triviaalliteratuur van Hedwig Courths-Mahler, Felix Dahn, Kurt Tucholsky e.a. (met Gisela May, Elsa Grube-Deister, Fred Düren e.a.)
- 1969: Gisela May u. Wolf Kaiser: Irgendwer hat einmal gesagt … Anekdoten aus aller Welt. Van Plutarch, Kleist e.a.
- 1969: Die spezielle Note: Neue Chansons
- 1972: Brecht-Songs met Gisela May
- 1972: Gisela May zingt Tucholsky
- 1972: Gerd Natschinski: Mein Freund Bunbury. Musical gebaseerd op Oscar Wilde
- 1972: Hallo Dolly!
- 1974: Hoppla wir leben
- 1975: Hanns Eisler. Lieder
- 1976: Gisela May zingt Brecht/Dessau
- 1976: Die Mädchen von La Rochelle. Chansons uit het oude Frankrijk. Fania Fénelon, Ruth Hohmann, Gisela May, Vera Oelschlegel, Horst Jakob, Rolf Ludwig, Horst Schulze, Gerry Wolff.
- 1977: Canto General Der große Gesang; Poëtisch-muzikale bewerking gebaseerd op het literaire werk van Pablo Neruda; uitgevoerd door Erich Arendt; met Aparcoa (Chili)
- 1979: Gisela May: Chansons bleiben Chansons (Jacques Brel)
- 1980: Gisela May en Alfred Müller: Im Ernst, wir meinen es heiter …, Programma van het Maxim-Gorki-Theater, LITERA/VEB Deutsche Schallplatten Berlin
- 1988: Mikis Theodorakis: Liederen – Gisela May, Thanassis Moraitis
- 2002: MarLeni (met Gisela Uhlen) – hoorspel van Thea Dorn cd
- 2004: Bernd Alois Zimmermann: Die fromme Helene – Gisela May, spreekster
- 2005: Die May. Gisela May en haar opnamen in een editie van het akoestisch opgenomen levenswerk. 8 cd/1 dvd met boek. Bear Family Records, ISBN 978-3-89916-155-7.

## Autobiografie
- Mit meinen Augen. Begegnungen und Impressionen. 1e uitgave 1976. 3e uitgave: Buchverlag Der Morgen, Berlin 1982.
- Es wechseln die Zeiten. Erinnerungen. Militzke, Leipzig 2002, ISBN 978-3-86189-269-4.

- Bibsys: 3019890
- Bibliothèque nationale de France: cb142048994 (data)
- CiNii: DA16386031
- Gemeinsame Normdatei: 118579487
- International Standard Name Identifier: 0000 0000 8065 2711
- Library of Congress Control Number: n83135729
- Nationale Bibliotheek van Letland: 000139597
- MusicBrainz: 99b83637-5f76-40f0-af77-8610a28c1b71
- Nationale Bibliotheek van Tsjechië: xx0202498
- Nationale bibliotheek van Australië: 35720253
- Nationale Bibliotheek van Israël: 987007347001905171
- Nederlandse Thesaurus van Auteursnamen: 09973916X
- Réseau des bibliothèques de Suisse occidentale: 02-A003576176
- Système universitaire de documentation: 084291818
- Trove: 1057289
- Virtual International Authority File: 56821042
- WorldCat: E39PBJt8kYBQ4vHxmVF6mBkCcP